# Kuźliczyn
Kuźliczyn, Kuzieliczyn (biał. Кужалічын, Kużaliczyn; ros. Кужеличин, Kużeliczin) – wieś na Białorusi, w obwodzie brzeskim, w rejonie janowskim, w sielsowiecie Rudzk, nad Kanałem Dniepr-Bug (Królewskim) i przy drodze republikańskiej R144.

## Historia
Dawniej wieś i folwark. W XIX i w początkach XX w. położony był w Rosji, w guberni mińskiej, w powiecie pińskim.
W dwudziestoleciu międzywojennym leżał w Polsce, w województwie poleskim, w powiecie pińskim, w gminie Brodnica. W 1921 wieś razem z folwarkiem liczyła 84 mieszkańców, zamieszkałych w 10 budynkach, w tym 80 Białorusinów i 4 Polaków. 80 mieszkańców było wyznania prawosławnego i 4 rzymskokatolickiego.
Znajdował się tu wówczas przystanek kolejowy Korzeliczyn linii wąskotorowej Janów Poleski - Kamień Koszyrski (obecnie nieistniejącej). Położony był on pomiędzy przystankami Ruck a Mochro.
Podczas kampanii wrześniowej, 21 września 1939 na wysokości Kuźliczyna w wyniku ostrzału lub samozatopienia zatonęły ORP Kraków, Wilno i KU 25. Okręty te podczas ewakuacji Kanałem Królewskim w kierunku Brześcia, napotkały tu wysadzony przez saperów most kolei wąskotorowej, uniemożliwiający dalszą żeglugę.
Po II wojnie światowej w granicach Związku Sowieckiego. Od 1991 w niepodległej Białorusi.